# Morez
Morez je naselje in občina v vzhodnem francoskem departmaju Jura regije Franche-Comté. Leta 2009 je naselje imelo 5.240 prebivalcev.

## Geografija
Kraj leži v pokrajini Franche-Comté znotraj naravnega regijskega parka Haut Jura ob reki Bienne, 53 km severno od Ženeve v Švici.

## Uprava
Morez je sedež istoimenskega kantona, v katerega so poleg njegove vključene še občine Bellefontaine, Bois-d'Amont, Lézat, Longchaumois, Morbier, La Mouille, Prémanon in Les Rousses s 15.454 prebivalci (v letu 2009).
Kanton Morez je sestavni del okrožja Saint-Claude.

## Zanimivosti
- cerkev Marijinega Vnebovzetja,
- glasbena šola, prvotno cerkev Marijinega Vnebovzetja, sv. Elija in sv. Frančiška Asiškega,
- muzej Musée de la lunette, posvečen optiki in njeni zgodovini,
- srednja optična šola - licej Victorja Bérarda,
- nekdanje središče urarske industrije, Horloge comtoise.

## Promet
- železniška postaja Gare de Morez ob progi Andelot-en-Montagne - La Cluse, imenovani tudi Ligne des Hirondelles (lastovice);

## Osebnosti
- Patrice Bailly-Salins (* 1964), biatlonec;

## Pobratena mesta
- Achern (Baden-Württemberg, Nemčija);